# بلد هد آیلند (کارولینای شمالی)
بلد هد آیلند (به انگلیسی: Bald Head Island) شهری در ایالت کارولینای شمالی کشور ایالات متحده آمریکا است که جمعیت آن در سرشماری سال ۲۰۱۰ میلادی، ۱۵۸ نفر بوده‌است.